# Gordon Campbell (Vizeadmiral)

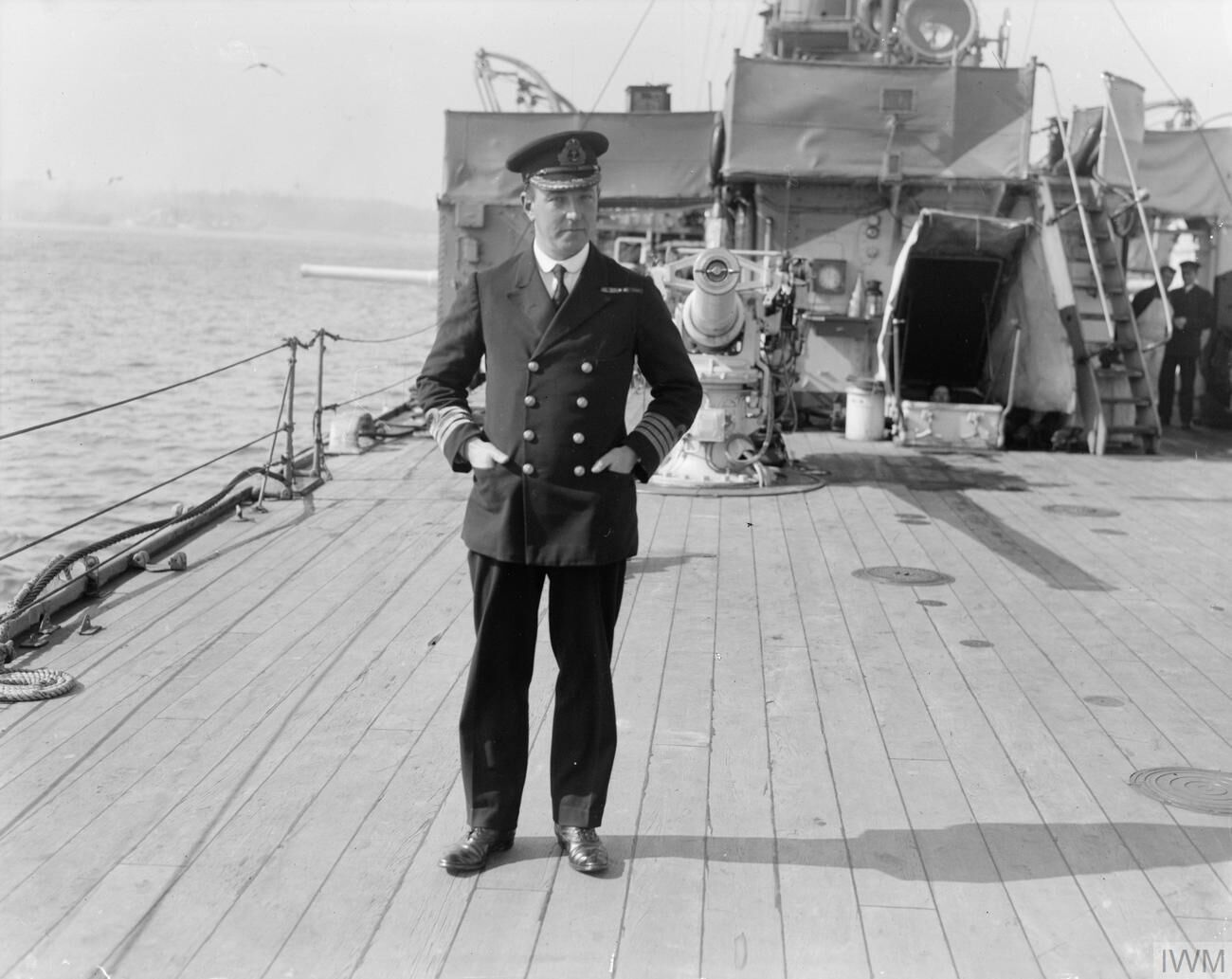
Gordon Campbell

Gordon Campbell (* 6. Januar 1886; † 3. Juli 1953) war ein britischer Offizier der Royal Navy. Er erreichte den Rang eines Vizeadmirals. Ihm wurden das Victoria-Kreuz und dreimal das Distinguished Service Order verliehen.

## Erster Weltkrieg
Unter Campbells Kommando stand während des Ersten Weltkriegs das Q-Schiff Farnborough, das zwei deutsche U-Boote (U 68 und U 83) versenkte. Bei der Versenkung von U 83 wurde die Farnborough so schwer beschädigt, dass Campbell sein Schiff an der Südwestküste Irlands auf Grund setzen musste. Er wurde für die Versenkung mit dem Victoria-Kreuz ausgezeichnet. Da die Ehrung im Zusammenhang mit dem Einsatz einer U-Boot-Falle stand, wurde sie zunächst geheim gehalten und als Mystery VC bezeichnet.
Später übernahm Campbell ein weiteres Q-Schiff, die Dunraven. Sie wurde am 18. August 1917 durch UC 71 versenkt.

## Zwischenkriegszeit
Von 1925 bis 1927 befehligte Campbell den Schlachtkreuzer Tiger. Von 1931 bis 1935 war er Abgeordneter des Wahlkreises Burnley im britischen Unterhaus.
Seine Seefahrtserlebnisse hielt Campbell auch literarisch fest.

## Werke
- Wir jagen deutsche U-Boote, Gütersloh: Bertelsmann, 1937 (Originalausgabe My mystery ships, London 1928, Übersetzung durch Edgar Spiegel von und zu Peckelsheim)